# BulgariaSat-1
BulgariaSat-1 je geostacionární komunikační družice provozovaná firmou Bulgaria Sat  a vyrobená společností SSL. Je založená na osvědčené platformě SSL 1300. Umístěna je na pozici 1,9° východní délky a její užitečné zatížení se skládá z 30 transpondérů v pásmu Ku BSS a 2 transpondérů v pásmu Ku FSS pro pevné satelitní služby a televizní vysílání ve vysokém rozlišení. Satelit je napájen šesti solárními panely, které dohromady generují 10 kW elektrické energie. Předpokládaná životnost je 15 let a palivo by mělo stačit na 20 let provozu. Raketa Falcon 9 ho vynesla na super synchronní dráhu, odkud se satelit vlastními motory přesune na pozici na geostacionární dráze. BulgariaSat-1 je první geostacionární komunikační družice Bulharska a má poskytovat televizní a datové služby Direct-to-Home (DTH) na Balkáně a v dalších evropských regionech.